# 麝鴨
麝鴨（學名:Biziura lobata）是澳洲南部的一種硬尾水鴨，是麝鴨屬唯一還存在的物種。麝鴨屬的另一個物種紐西蘭麝鴨（Biziura delautouri）曾存在於紐西蘭，但人們只能透過史前的亞化石知道它們的存在。麝鴨得名於繁殖季時散發的特殊麝香味，廣泛分佈於墨累-達令流域、庫珀溪流域與更南邊的西澳西南角、維多利亞省和塔斯馬尼亞島等地。